# Podpola
Podpola (cyr. Подпола) – wieś w Bośni i Hercegowinie, w Republice Serbskiej, w gminie Šekovići. W 2013 roku liczyła 28 mieszkańców.